# Франтішек Тіхий
Тіхий Франтішек (чеськ. František Rut Tichý, псевдонім чеськ. Zdeněk Broman; 21 травня 1886 — 4 квітня 1968) — чеський та український письменник, філолог-україніст, педагог.

## Біографія
Народився у Чехії в с. Хінява біля Бероуна. Вищу освіту здобув у Празькому та Лейпцизькому університетах. Після першої світової війни приїхав до Словаччини і деякий час працював управителем колегіальної гімназії в Пряшеві. 1922 як директор колеґіальної гімназії в Пряшеві уперше завів навчання української мови, того ж року видав першу збірку поезій О. Духновича.
1923 — редактор першого на Закарпатті українського щоденника «Русин» (Ужгород). У 1930-их роках Тіхий переїхав до Праги. У 1950 — 60-их роках брав участь у культурно-науковій діяльності пряшівських українців, видав «Pověsti z Podkarpatské Rusi» (1930).
Тіхий — автор монографії «Vývoj současného spisovného jazyka na Podkarpatské Rusi» (1938) і багатьох статей про закарпатських діячів, пам'ятки письменства, фольклор і мову бачванських русинів, українську літературу, українсько-чеські і українсько-словацькі зв'язки, низки українознавчих статей у чеській енциклопедії «Ottův slovnik naučný nové doby». за 60 років своєї літературної та наукової діяльності написав понад 200 праць, але чи не найбільше уваги присвятив дослідженню закарпатської культури.
Тіхий перекладав на чеську мову твори Т. Шевченка, Лесі Українки, І. Франка, І. Даниловича-Коритнянського тощо; зредагував довідник «Praktická učebnice ukr. jazyka» (1939). У 1918 році видав окремою книжкою чеський переклад поеми Т. Шевченка «Єретик», який зацікавив чеських читачів і в 1919 році його було перевидано.
В честь Франтішка Тіхого названа одна з вулиць Ужгорода